# Caletusok
A caletusok ókori belga caletus (latin Caleti, görög kaletosz) törzs tagjai. A mai Calais (amely település neve az ő emléküket őrzi) táján, a mai Pays de Caux régióban éltek, fővárosuk Juliobona (ma: Lillebonne) volt.
A Iulius Caesar ellen harcoló egyesült gall sereghez 10 000 harcossal járultak hozzá.
Sztrabón kaletoszok néven említi őket, mint akik a Székoana folyó (a mai Szajna) torkolatvidékén, a folyótól keletre eső tengerparton élnek.